# Rubén Marshall
Rubén José Marshall Tikalova (1969, Ciudad de México), desde 2022 es Director of Brokerage e International Advisor del United States Foreign Trade Institute. Fue fundador de la revista de arte contemporáneo y estilo de vida FAHRENHEITº, y fue su director editorial de 2003 a 2017.

## Trayectoria
Rubén Marshall realizó estudios medios y superiores en Estados Unidos, primero en la preparatoria Blair Academy, Nueva Jersey: Cum Laude. Posteriormente, se tituló como Ingeniero Administrador con honores por el Claremont McKenna College, California; recibiendo después el título de Ingeniero Mecánico por la Universidad de Columbia, Nueva York.
Su interés por el arte y la cultura contemporáneos lo llevó a viajar a Europa para aprender del tema. En Francia estudió lengua y civilización francesa en la Sorbona de París. Fue en ese periodo que se interesó por el quehacer artístico, y desde su papel como creador acudió al taller del escultor francés Gerard Ramón, conocido por haber estudiado con Marcel Gimond, el alumno de Auguste Renoir. Esa experiencia lo llevó a efectuar diversos diplomados de morfología, dibujo, pintura y escultura en L'ecole nationale superieure des Beaux-Arts de París y estudios de diplomatura en Historia del Arte enfocado a la obra del escultor inglés Henry Moore por la Universidad de Cambridge en Inglaterra, donde también trabajó en torno a la obra del poeta y grabador William Blake.
Como escultor, realizó diversas piezas donde los maniquíes resultaron el objeto de arte, lo cual lo llevó a exponer en 2005 una selección de sus obras en la exposición individual titulada Entre lo espiritual y lo mundano en la Galería Praxis, de la Ciudad de México (desde 2008 Galería Alfredo Ginocchio) recibiendo reseñas por le uso de objetos conocidos para expresar su búsqueda del volumen en la escultura.
En octubre de 2003, junto con algunos colegas del medio artístico y cultural mexicano fundó la revista de arte contemporáneo y estilo de vida FAHRENHEIT°, de la cual fue su director editorial, y la que ha sido estudiada y presentada como parte del grupo de revistas de arte y cultura de México de las primeras dos décadas del siglo XXI. Durante varios años fue además titular de la columna Ajedrez. Alfil y Aleph que apareció en la revista bimestralmente. Como Director Editorial de FAHRENHEITº promovió el tránsito de la publicación a su versión digital, por lo que para 2009 lanzó su portal en francés, inglés y español, y con el tiempo estuvo disponible en otros idiomas. FAHRENHEITº es además un canal de noticias de arte y estilo de vida contemporánea.
De 2013 a 2016 fue además director editorial de la sección cultural semanal “FAHRENHEITº, publicado en el diario de circulación nacional Excélsior. Durante su historia (f. 18 de marzo de 1917), Excélsior ha dado voz a los actores del medio cultural nacional. Cabe recordar las publicaciones surgidas de sus filas (suplementos, secciones y revistas), entre las que resalta “Plural”, revista literaria dirigida por el escritor mexicano, Premio Nobel en Literatura, Octavio Paz, desde su origen (octubre de 1971), hasta, el “golpe del Excélsior”, cuando dejó la dirección de la revista (julio de 1976), fundando luego “Vuelta”. Aunque “Plural” siguió editándose hasta diciembre de 1994.
Como miembro del sector cultural mexicano, Rubén Marshall ha formado parte de comités de selección de concursos de arte nacionales e internacionales como Miradas cruzadas en colaboración con la Alianza Francesa de México, la Embajada de Francia en México, el Centro de la Imagen, el Centro Nacional de las Artes, el CONACULTA (actualmente Secretaría de Cultura) y el Museo de la Ciudad de México, ó Caminos de la libertad en colaboración con Fundación Azteca. Recientemente formó parte de la 7.ª generación del Luxurylab Institute de Ciudad de México.
En 2010 fue invitado a formar parte del Consejo Directivo de la Federación de Alianzas Francesas en México; y en el 2011 fundó junto con el embajador de Francia en México y Marie-Jo Paz, viuda de Octavio Paz, el Círculo Víctor Hugo para las Artes en México, A.C., con la intención de promover tanto el intercambio cultural entre Francia y México, como la francofonía. Actualmente funge como su Presidente. En 2014, México se convirtió en país observador de la Organización Internacional de la Francofonía (OIF). En su papel como asesor, actualmente trabaja como Director de Brokerage y asesor internacional del United States Foreign Trade Institute.

## Honores
- Caballero de Gracia Magistral de la Orden de Malta (Soberana y Militar Orden Hospitalaria de San Juan de Jerusalén de Rodas y de Malta). Es una orden religioso-secular fundada durante el siglo XI en Jerusalén, durante las Cruzadas. La orden se encuentra bajo la protección del sumo pontífice. Su actividad es hospitalaria, de salud y social. Sus oficinas centrales se localizan en Roma, Italia. Su lema es Tuition Fidei et Obsequium Pauperum (Guardián de la Fe y Regalo de los Pobres). En 1857, y siendo gobernador general de Lombardía, el archiduque Maximiliano de Habsburgo recibió la Gran Cruz de Malta y en 1871 Carlota de México, viuda de Maximiliano también recibió la Gran Cruz de Malta.[17] Sir Rubén Marshall Tikalova recibió la investidura como Caballero de Gracia Magistral el 24 de junio de 2021 en la Nunciatura Apostólica de México.[18]
- Caballero de la Orden de Artes y Letras de Francia.[19] Este reconocimiento recompensa, como la misma Orden lo dice, a “las personas que se han distinguido por sus creaciones en el domino artístico o literario o por la contribución que han aportado al esplendor de las artes y las letras en Francia y en el mundo”, y le fue entregada por el Gobierno de Francia luego de haber sido autorizado por decreto de Felipe Calderón, Presidente de los Estados Unidos Mexicanos en el Diario Oficial de la Federación.[20]